# يخضور

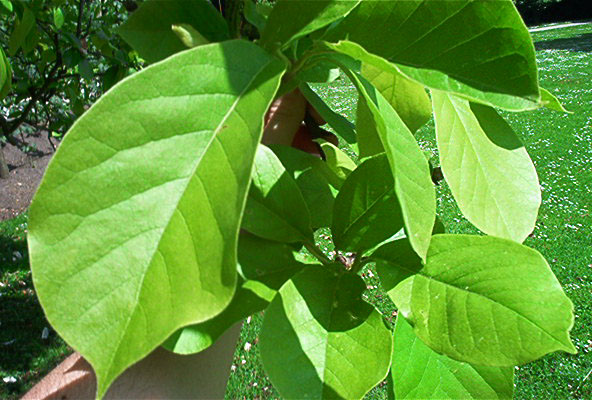

الكلوروفيل أو اليخضور(ملاحظة 1) (باليونانية: Chlorophyll)‏ (تعني: chloros = χλωρός = «أخضر»؛ phyllon = φύλλον = «ورق») عبارة عن خضاب أخضر يتواجد على مستوى الأنظمة الشمسية في الصانعات الخضراء والذي يكسب النباتات اللون الأخضر كما أنه يقوم بدور أساسي في عملية التركيب الضوئي التي تشكل أساس الحياة على الأرض. كلمة كلوروفيل مشتقة من كلمات يونانية وهي – «كلوروس» والتي تعني أخضر، و«فيلون» والتي تعني «ورقة» (ليس هنالك علاقة بين الكلوروفيل وعنصر الكلور). أهمية اليخضور لا تكمن فقط في إعطاء اللون الأخضر للنبتة إنما أيضًا نجد أن اليخضور هو المسؤول عن عملية التركيب الضوئي في النباتات، حيث يحول ثاني أكسيد الكربون الموجود في الهواء والماء إلى سكر الجلوكوز ونشاء عن طريق الطاقة الضوئية الشمسية، وبهذا ينمو النبات
ويكون ثمارًا. خلال تلك العملية أيضًا ينشق الأكسجين من جزيء الماء وينطلق إلى الهواء.

## أنواع اليخضور
- اليخضور a لونه أخضر-أزرق
- اليخضور b لونه أخضر مائل للأصفر.

يمتاز الأول باحتوائه على مجموعة CH3 بينما يحتوي اليخضور ب على مجموعة. CHO
كما توجد الأنواع f , d, c وتختلف فيما بينها اختلافًا صغيرًا (انظر أسفله).

## العملية
خلال عملية التمثيل الضوئي يحول اليخضور ثاني أوكسيد الكربون والماء (مواد غير عضوية) بمساعدة الطاقة الشمسية إلى جلوكوز (سكر)، وينتج من العملية أيضًا الأكسجين كناتج ثانوي عن التفاعل. هذه العملية الحيوية هي أهم العمليات الحيوية على الإطلاق فهي العملية الأساسية في اختزان طاقة الشمس على شكل طاقة كيميائية ضمن جزيئات الجلوكوز (مصدر الطاقة الأساسي للأحياء)؛ وفي نفس الوقت استخلاص الأكسجين من ثاني أكسيد الكربون. الجلوكوز هو المادة الغذائية للخلايا النباتية، به تنمو وتتكاثر وينمو النبات حيث يتحول جزء من الجلوكوز إلى نشا يختزنه النبات.
عملية التمثيل الضوئي في الكلوروفيل (يخضور):
ثاني أكسيد الكربون + ماء + طاقة شمسية ← جلوكوز + أكسجين
تتغذى الحيوانات آكلة النبات بأكلها النباتات. وتتغذى الحيوانات المفترسة على الحيوانات آكلة النبات.
تلك عملية التمثيل الغذائي الهامة تقوم بها أساسًا النباتات، والعوالق النباتية (بالإنجليزية: phytoplankton)‏، الأشنيات وبعض البكتيريا وبعض الأوليات: هذه المجموعة يطلق عليها اسم ذاتية التغذي الضوئي (بالإنجليزية: Photoautotroph)‏.

## التركيب الكيميائي لليخضور
من اليخضور توجد عدة أنواع f و d و c و a , b (أنظر القائمة) تختلف فيما بينها اختلافًا بسيطًا. وطبقًا لاختلافاتها في بنيتها فهي تختلف في قدرتها على امتصاص الأشعة الشمسية. فبعضها يشتد امتصاصه للأشعة الشمسية الحمراء وبعضها يمتص الأشعة الشمسية الصفراء وهكذا.
| النوع          | التركيب الأساسي | C2-Rest | C3-Rest | C7-Rest | C8-Rest           | C17-Rest         | C17-18-رابطة  | الصيغة       |
| -------------- | --------------- | ------- | ------- | ------- | ----------------- | ---------------- | ------------- | ------------ |
| Chlorophyll a  |                 | –CH3    | –CH=CH2 | –CH3    | –CH2CH3           | –CH2CH2COO-فيتول | رابطة تساهمية | C55H72O5N4Mg |
| Chlorophyll b  | –CH3            | –CH=CH2 | –CHO    | –CH2CH3 | –CH2CH2COO-Phytyl | رابطة تساهمية    | C55H70O6N4Mg  |              |
| Chlorophyll c1 | –CH3            | –CH=CH2 | –CH3    | –CH2CH3 | –CH=CHCOOH        | رابطة مضاعفة     | C35H30O5N4Mg  |              |
| Chlorophyll c2 | –CH3            | –CH=CH2 | –CH3    | –CH=CH2 | –CH=CHCOOH        | رابطة مضاعفة     | C35H28O5N4Mg  |              |
| Chlorophyll d  | –CH3            | –CHO    | –CH3    | –CH2CH3 | –CH2CH2COO-Phytyl | رابطة تساهمية    | C54H70O6N4Mg  |              |
| Chlorophyll f  | –CHO            | –CH=CH2 | –CH3    | –CH2CH3 | –CH2CH2COO-Phytyl | رابطة تساهمية    | C55H70O6N4Mg  |              |

جزيئات اليخضور المختلفة شكلها مسطح وتتكون من مركبات كيميائية عضوية حلقية مترابطة؛ أي يكثر فيها ذرات الكربون. وفي العادة يميز العلماء ذرات الكربون في التركيبة عن طريق إعطائها أرقامًا تبدأ من 1، 2، 3، وهكذا حتى 20، وبهذا نميز بين ذرات الكربون 1 (C1) وذرة الكربون 2 (C2)... وهكذا. ذرات الكربون C2 و C3 و C7 و C8 قد ترتبط بها بقية كيميائية Rest عبارة عن جزيء بسيط مثل –CH=CH2 أو –CH3 وغيرها. وهذا ما توضحه القائمة أعلاه للتفرقة بين الأنواع المختلفة من اليخضور. ذلك الاختلاف في التركيب يجعل كل منها شديد الحساسية لامتصاص لون معين من أشعة الضوء.
|  |  |  |

الأنواع الستة من اليخضور كل على حدة (حيث يوجد نوعان من c هما: c1 , c2)
|  |  |  |
|  |  |  |

## خواصها في امتصاص الطيف
|  |

تبين التجارب التي أجراها العلماء على اليخضور المذاب في الماء، أن لها قدرة كبيرة على امتصاص الأشعة ذات طول موجة بين 600 و 800 نانومتر؛ (وهذا ما يميزه العلماء بالنطاق Qy)، قدرة على امتصاص الأشعة في نطاق طول الموجة نحو 400 نانومتر، ويسمى نطاق سوريت Soret-Band. الصورة تبين قدرتي الكلوروفيل a و b
على امتصاص أشعة الشمس في النطاقات المختلفة من الطيف. بين تلك النطاقين توجد نطاق تمتص فيها أشعة الشمس بقدرات بسيطة (بين 500 - 600 نانومتر)، ولهذا فهي تسمى [الثغرة الخضراء].
ومن تلك الأطياف الممتصة يمكن فهم، لماذا تظهر أوراق الشجر المحتوية على اليخضور a و b خضراء.
الكلوروفيل a و b سويًا يمتصان الطيف الأزرق (400–500 نانومتر) واللون الأحمر (600–700 نانومتر). ولا يمتصان طيف الأشعة الخضراء، وبهذا ينعكس من الأوراق اللون الأخضر، فتظهر خضراء.
يوجد اليخضور في بلاستيدات خضراء في النباتات وفي بعض الكائنات الأولية.

## صور

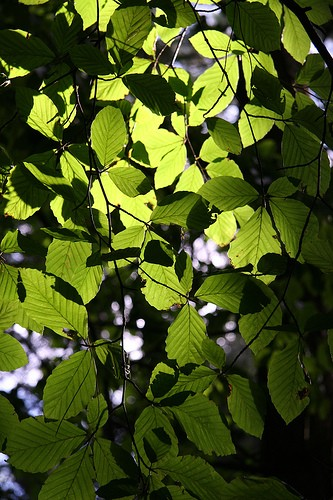
اليخضور يعطي الأوراق اللون الأخضر لتقوم بالتمثيل الضوئي.
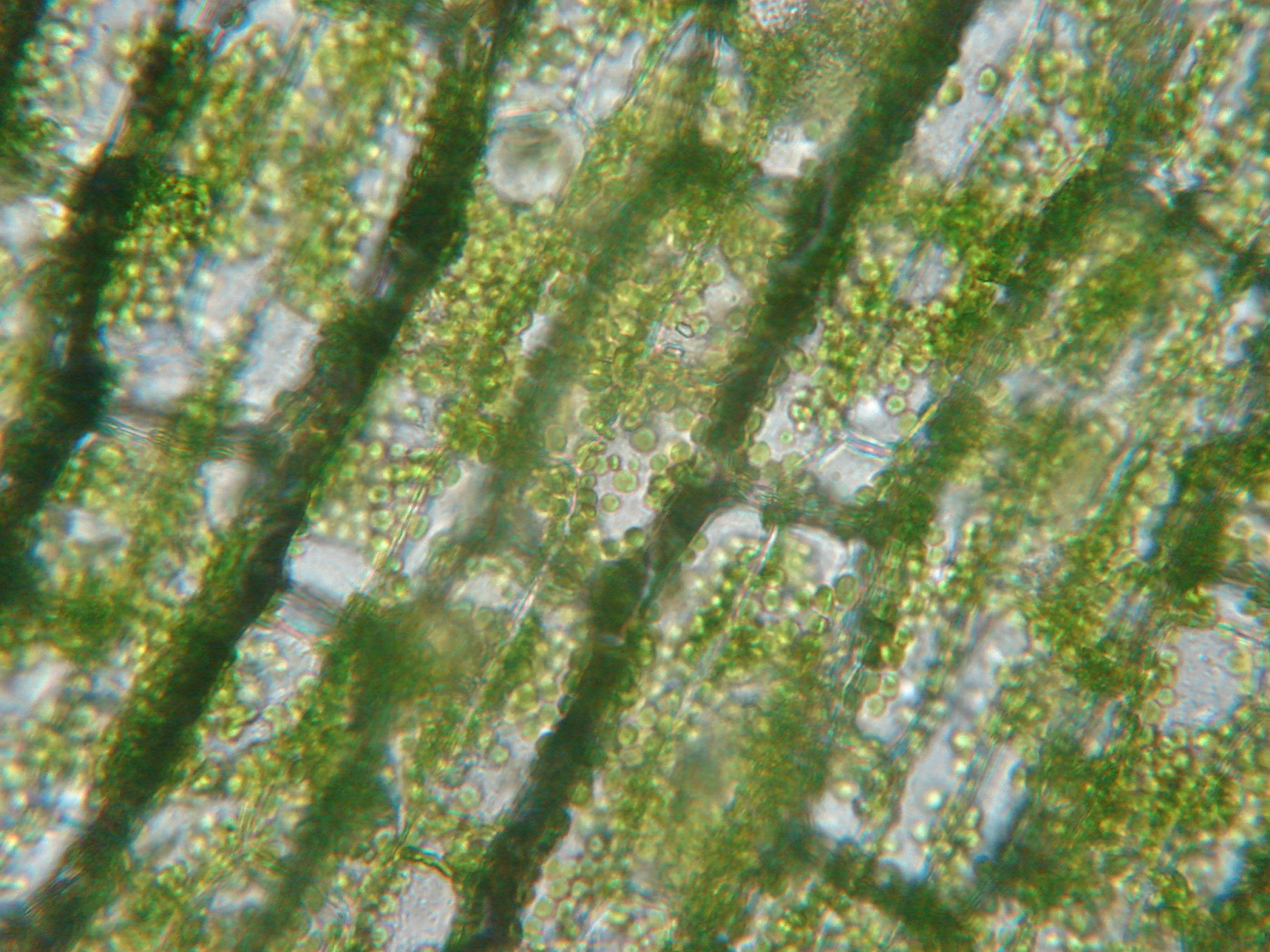
توجد حبيبات اليخضور في خلايا النباتات
امتصاص اليخضور للاشعة المختلفة من الطيف.
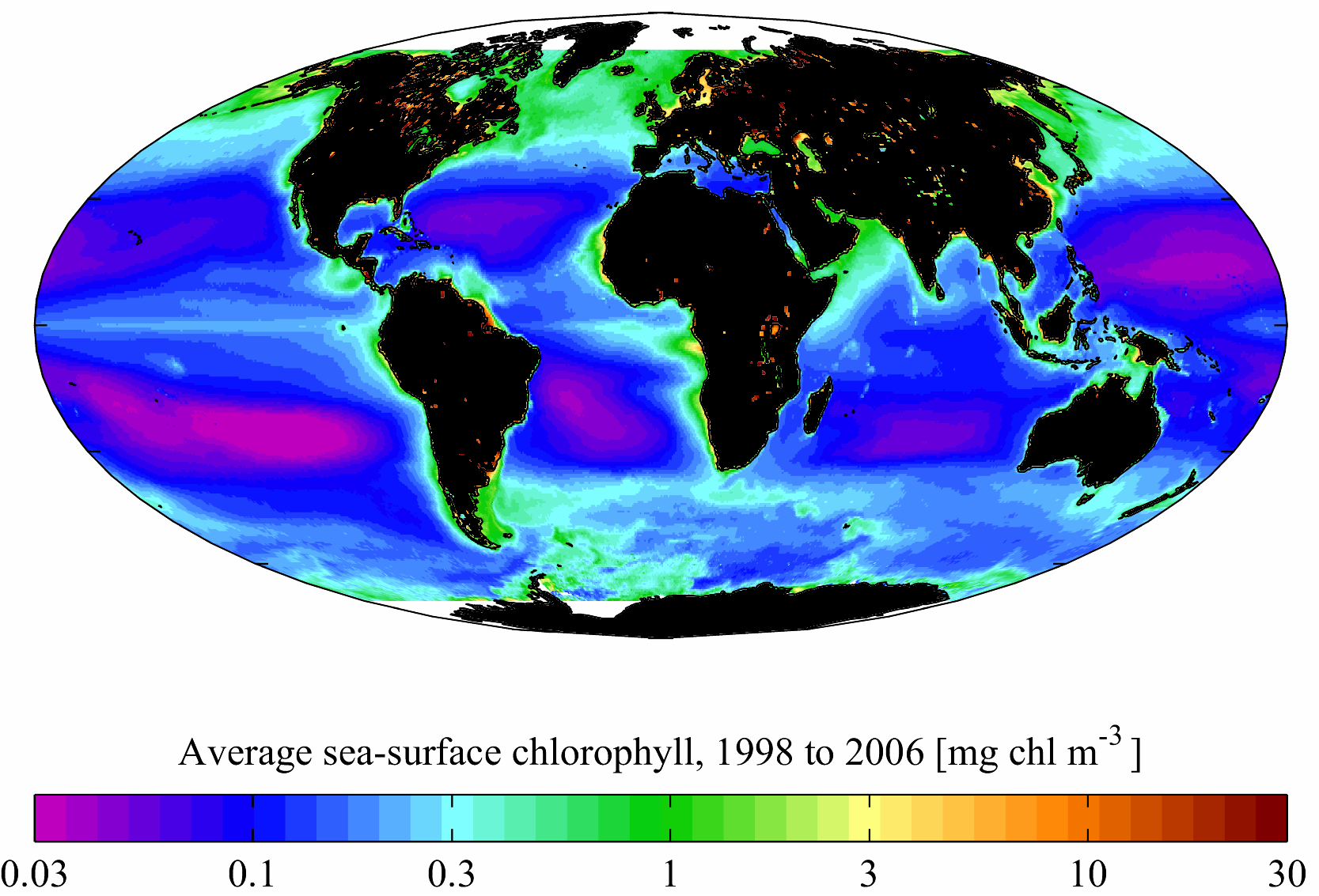
صورة من القمر الصناعي SeaWiFS للأرض تبين متوسط توزيع الكلوروفيل على سطح المياه بين عامي 1998 إلى 2006.

## اليخضور والحياة على الأرض
تشير دراسة طبقات الأرض أن اليخضور كان منتشرًا في بحار الأرض في أنواع من البكتيريا مما جعلها تحول ثاني أكسيد الكربون الذي كان يشكل جزءًا كبيرًا من جو الأرض إلى أكسجين. استمر ذلك نحو 3000 مليون سنة فزادت نسبة الأكسجين في الجو من 3% إلى ما يقرب النسبة التي نجدها حاليًا، أي إلى نحو 20 %. لم تظهر حيوانات أو نباتات كبيرة خلال تلك الفترة، وفجأة بعد ارتفاع نسبة الأكسجين في الجو قبل نحو 530 مليون سنة حدث ما يسميه العلماء انفجار الكمبري، وهو ظهور أحياء كثيرة على الأرض.

## هوامش
- ملاحظة 1 المرادفات: الخَضْب أو الخَضِيب[9]

## اقرأ أيضًا
- بلاستيدات خضراء